# ميك دونكان
ميك دونكان (بالإنجليزية: Mick Duncan)‏ هو لاعب اتحاد الرغبي نيوزلندي، ولد في 8 أغسطس 1947 في Waipawa ‏ في نيوزيلندا.